# مایکل بارون
مایکل بارون (انگلیسی: Michael Barron؛ زادهٔ ۲۲ دسامبر ۱۹۷۴) بازیکن فوتبال اهل بریتانیا است.
از باشگاه‌هایی که در آن بازی کرده‌است می‌توان به باشگاه فوتبال میدلزبرو و باشگاه فوتبال هارتل پول یونایتد اشاره کرد.